# Vrăv, Vidin
Vrăv (în bulgară Връв, în română Vârf) este un sat în comuna Bregovo, regiunea Vidin,  Bulgaria. Localitatea a fost locuită compact de românii din Timocul bulgăresc.

## Demografie
Componența etnică a satului Vrăv
     Bulgari (97,42%)
     Nicio identificare (0,85%)
     Altele (1,71%)
La recensământul din 2011, populația satului Vrăv era de 349 locuitori. Din punct de vedere etnic, majoritatea locuitorilor (97,42%) erau bulgari. Pentru 0,85% din locuitori nu este cunoscută apartenența etnică.